# (37708) 1996 RX3
1996 RX3 (asteroide 37708) é um asteroide da cintura principal. Possui uma excentricidade de 0.05192710 e uma inclinação de 6.18067º.
Este asteroide foi descoberto no dia 13 de setembro de 1996 por NEAT em Haleakala.